# یواس‌اس نرکا (اس‌اس-۳۸۰)
یواس‌اس نرکا (اس‌اس-۳۸۰) (به انگلیسی: USS Nerka (SS-380)) یک زیردریایی بود که طول آن ۳۱۱ فوت ۹ اینچ (۹۵٫۰۲ متر) بود.